# نقشه ژولیوس سزار برای حمله به ایران
ژولیوس سزار در سال‌های پایانی عمرش در یک برنامه بلند پروازانه، در سر داشت تا برای فتح ایران به شرق لشکرکشی کند. گفته شده ارتشی که او برای فتح ایران گرد آورده بود، بزرگترین سپاهی بود که جهان تا به آن روز به خود دیده بود. با این‌حال، قتل ژولیوس سزار به دست سناتورهای رومی این برنامه را نیمه تمام گذاشت. هرچند مارکوس آنتونیوس، دوست نزدیک سزار، چند سال بعد کار نیمه تمام او را به اتمام رساند؛ با این حال به سختی از ایران شکست خورد.

## پیش زمینه
کراسوس، یکی از اعضای حکومت سه نفره روم، در سال ۵۳ پیش از میلاد به ایران لشکر کشید اما به همراه بخش بزرگی از ارتشش در دشت‌های حران به خاک و خون کشیده شد. جمهوری روم عملاً با این شکست به یک بن‌بست سیاسی خورد و جنگ داخلی میان سزار و پومپیوس اجتناب ناپذیر به نظر می‌رسید.
همانگونه که پیش‌بینی می‌شد، کار به درگیری نظامی کشید. جنگ داخلی درگرفت و سزار در آن پومپیوس را شکست داده و درحالی که قدرتمندترین مرد روم بود، سنا او را به عنوان دیکتاتور مادام‌العمر برگزید. در این جنگ، اشکانیان از پومپیوس - که به ایران پناهنده شده بود - طرفداری کرده و سپاهی مرکب از نیروهای شاهنشاهی ایران و رومیان وفادار به جمهوری و پومپیوس به آناتولی و سوریه یورش برد. با اینکه ایرانیان در ارتباط پیروزهایی کسب کردند، رومیان موفق شدند تا از مرزهای خود دفاع کرده و مانع سقوط سوریه و استان‌های رومی آناتولی شوند.
پس از آرام شدن اوضاع در روم و مستحکم شدن قدرت سزار، وی در سال ۴۵ پیش از میلاد شروع به برنامه‌ریزی برای حمله به ایران کرد.

## انگیزه‌های سزار برای حمله به ایران
از آنجایی که کمتر از ده سال از شکست تحقیرآمیز رومیان در حران می‌گذشت، افکار عمومی در رم منتظر یک یورش انتقام جویانه به ایران بود. همچنین از آنجایی که ایران از جبهه مقابل سزار طرفداری کرده بود، وی انگیزه شخصی نیز برای حمله به شاهنشاهی اشکانی داشت.
دلیل دیگری که برای این لشکرکشی بدان اشاره شده‌است، این است که سزار - از آنجایی که او عملاً (و به صورت غیررسمی) به جمهوری روم پایان داده بود - نیاز داشت تا مردم روم از وجود یک خطر بزرگ در شرق در هراس باشند. اما مهمترین دلیلی که برای این مسئله وجود دارد این است که سزار احتمالاً آگاه بود که جانش در روم در خطر است و قصد داشت تا با برنامه ریزی یک لشکرکشی طولانی به ورای مرزهای روم، از رم دور بوده و پس از آرام شدن اوضاع بدان بازگردد. ژولیوس سزار با یک پیروزی بزرگ در شرق می‌توانست بر قلمرویی پهناور تر از قبل فرمان براند.

## آماده‌سازی برای حمله
منابع باستانی (به‌طور مشخص پلوتارک) می‌گویند که سزار از اواخر سال ۴۵ پیش از میلاد برنامه ریزی خود برای اردوکشی به شرق را آغاز کرده بود. تا سال ۴۴ پیش از میلاد، او شصت هزار لژیونری (شانزده لژیون) و ده هزار سواره نظام گرد آورده بود. همچنین چند هزار سواره نظام اوکسیالری (سربازانی که شهروند رم نبودند) قرار بود تا این سپاه را پشتیبانی کنند.
لژیون‌های سزار به مقدونیه فرستاده شده بودند تا برای این اردوکشی آموزش ببینند. آکتاویوس (آگوستوس) به آپولونیا فرستاده شده بود تا با سپاهیان در ارتباط باشد. سزار در نظر داشت تا در روز هجدهم ماه مارس (ماهی که رومیان باستانی معمولاً لشکرکشی‌هایشان را در آن انجام می‌دادند و به مارس، خدای جنگ رومی تعلق داشت) رم را ترک کرده و به سپاه خود بپیوندد، با این حال سه روز پیش از آن ترور شد.
این اردوکشی قرار بود سه سال به طول بینجامد. ابتدا به داکیا حمله کرده و این منطقه را تابع روم کند، سپس از آنجا از مسیر ارمنستان (مارکوس آنتونیوس نیز از طریق ارمنستان به ایران حمله کرد) به ایران حمله ور شود. اختلاف میان منابع باستانی از اینجا آغاز می‌شود. ستونیوس معتقد است که سزار قصد نداشت تا بیشتر پیشروی کند و تنها به جداسازی ارمنستان از دولت اشکانی راضی بود و ابتدا برنامه داشت تا قدرت ایران را محک بزند. اما پلوتارک می‌گوید سزار فتح تمام امپراتوری ایران را در سر داشت و حتی پس از آن قصد داشت تا به سکاستان (سرزمینِ قوم ایرانی سکا) حمله کرده و سپس به ژرمانیا یورش برده و پس از آن به رم بازگردد. با این حال تاریخ دانان معاصر معتبر بودن نوشته‌های پلوتارک را زیر سؤال برده و معتقدند او به دنبال این بوده تا با مقایسه سزار و اسکندر (و برنامه سزار برای تکرار فتح ایران به دست اسکندر) میان رومیان و یونانیان یک ارتباط خویشاوندی ایجاد کند.

## پیامد
گفته می‌شود که یک پیشگویی در روم وجود داشته که رومیان هرگز ایران را فتح نمی‌کنند، مگر اینکه یک شاه رومی به آنجا حمله کند. به هر حال ممکن است سزار به دنبال این بوده تا سنا او را به عنوان شاه روم به رسمیت بشناسد و این شایعه توسط خود او - یا توسط مخالفانش برای متهم کردن او به اینکه به دنبال پادشاهی است - ایجاد شده باشد. برخی معتقدند نوشته‌های مربوط به جاه طلبی سزار برای بر تخت‌نشینی به عنوان پادشاه روم پس از به قتل رساندن او، و توجیه این کار جعل شده‌اند. منابع باستانی دربارهٔ اینکه آیا ایران نقشی در ترور سزار داشت یا نه، خاموشند و چیزی نمی‌گویند.
پس از مرگ سزار، چهار سال بعد مارکوس آنتونیوس، دوست نزدیک او، با موفقیت کنترل سپاه سزار را در دست گرفت و به ایران حمله ور شد. او مطابق برنامه‌های سزار پیش رفت اما به سختی شکست خورد و از شاهنشاه ایران درخواست صلح کرد. فرهاد چهارم، درخواست متارکه جنگ را پذیرفت اما تا سال ۲۰ پیش از میلاد و سیزده سال پس از این جنگ، هیچ صلح رسمی میان ایران و روم امضا نشد.